# シクラセン

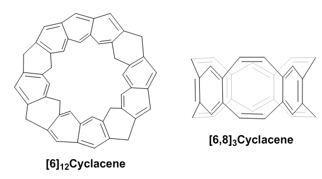
図1：シクラセンの例

シクラセン (Cyclacene) は、たがに似た形の多環式化合物である。芳香属基が互いに融合し、環状構造を形成している。その電子特性や構造特性や超分子化学、分子認識への応用により、有機化学の分野で注目され、興味深くチャレンジングな合成のターゲットとなっている。1980年代末のフレイザー・ストッダートらの先駆的な研究とその後の他のグループの研究により、様々なシクラセンの合成が達成された。図1は、合成に成功したシクラセンの2つの例を示している。

## 合成

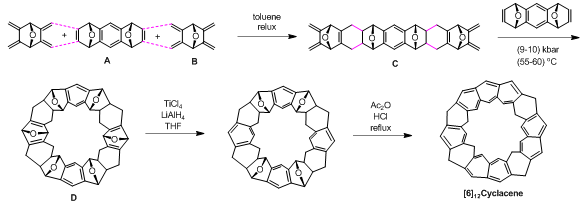
図2：ストッダートらによる[6]_{12}シクラセンの合成

シクラセンは通常、相互作用反応により、環構造の繰り返しのユニットを構築する。ストッダートらは、[6]12シクラセンを相互作用ディールス・アルダー反応により合成した。7-オキサノルボルネン誘導体AとビスジエノフィルBの反応により、高収率で中間体Cが得られる（図2）。化合物Cは、高圧でさらにAと反応し、環を閉じて、六員環が連続で12個融合した化合物Dが生成する。化合物Dを[6]12シクラセンに変換するために、ストッダートらは、6つのエーテル結合を除去して、二重結合を導入する2段階のステップを用いた。